# Tulipa affinis
Tulipa affinis är en liljeväxtart som beskrevs av Botschantz. Tulipa affinis ingår i släktet tulpaner, och familjen liljeväxter. Inga underarter finns listade.